# آف چپمن

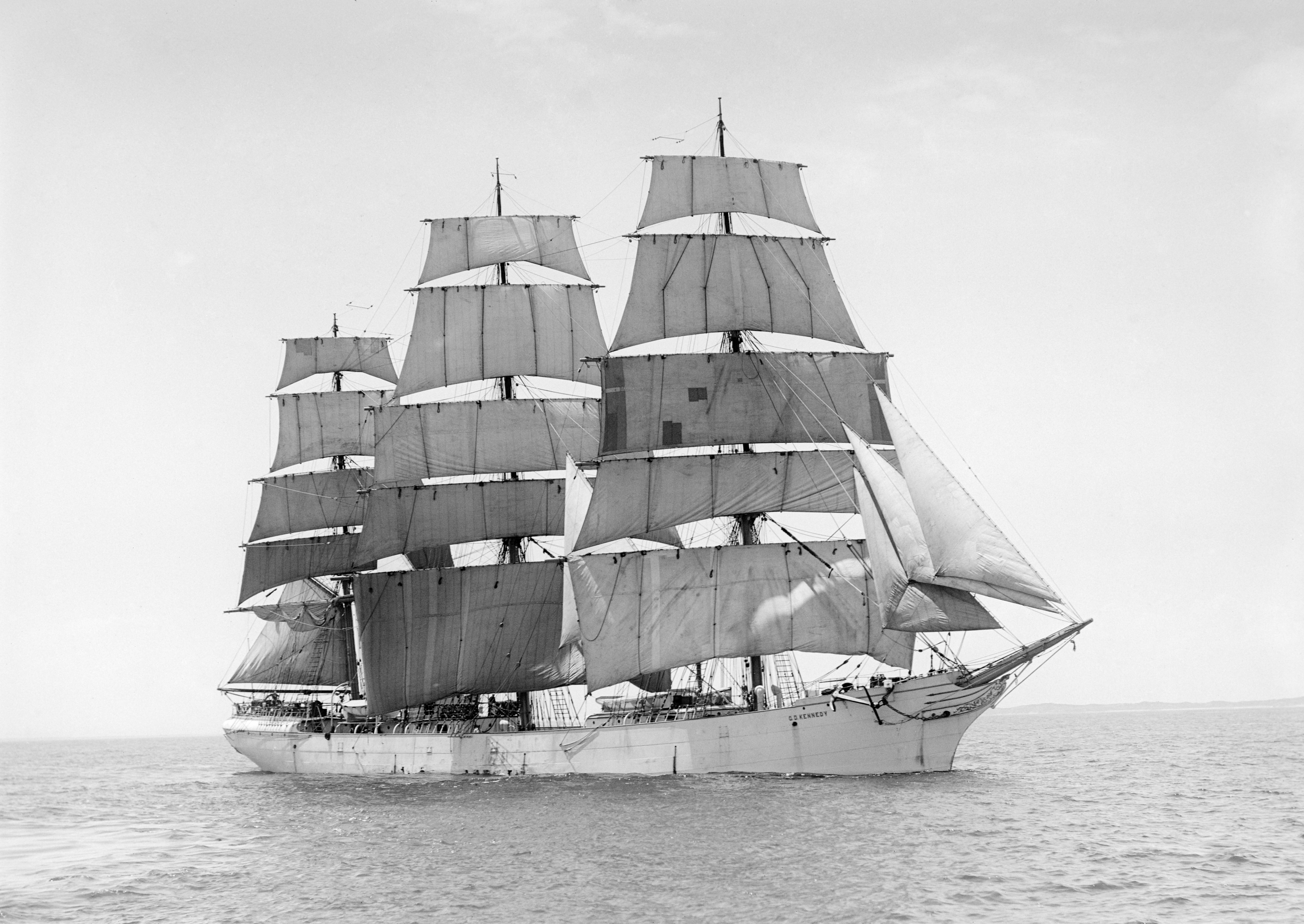
جی‌دی کندی با بادبان‌های برافراشته.

آف چپ‌من (به سوئدی: af Chapman) با نام‌های سابق دان‌بوین (به انگلیسی: Dunboyne) و جی. دی. کندی (به انگلیسی: G.D. Kennedy) یک کشتی بادبانی با بدنه تمام آهنی بود که در سال ۱۸۸۸ میلادی ساخته‌شد و در سال ۱۹۲۳ به خدمت نیروی دریایی پادشاهی سوئد درآمد. این کشتی اکنون در ساحل استکهلم پهلو گرفته است و به عنوان مسافرخانه تغییر کاربری داده شده‌است.